# Cyanopepla fulgida
Cyanopepla fulgida är en fjärilsart som beskrevs av Herrich-Schäffer 1854. Cyanopepla fulgida ingår i släktet Cyanopepla och familjen björnspinnare. Inga underarter finns listade i Catalogue of Life.